# گزا گویاش
گِزا گویاش (مجاری: Gulyás Géza; ۵ ژوئن ۱۹۳۱ – ۱۴ اوت ۲۰۱۴) بازیکن فوتبال اهل مجارستان بود.
از باشگاه‌هایی که در آن بازی کرده‌است می‌توان به باشگاه فوتبال فرنتس‌واروش و باشگاه فوتبال اوی‌پشت اشاره کرد.